# 自由民主党総裁
自由民主党総裁（じゆうみんしゅとうそうさい、英語: President of the Liberal Democratic Party）は、日本の政党である自由民主党の党首である。
自由民主党所属の国会議員および党員・党友などによる自由民主党総裁選挙によって選出される。
「総裁」の役職名は、自由民主党の前身であり、大日本帝国憲法下における帝国議会時代の二大政党であった立憲政友会（1900 - 1940）および立憲民政党（1927 - 1940）の党首職名を引き継いだものである。
自由民主党が与党であれば、自由民主党総裁に就任した者が首班指名選挙で指名されて内閣総理大臣に就任することがほとんどである。歴代の自由民主党総裁は、その大半が内閣総理大臣に指名されている。

## 概要
自民党は、1955年（昭和30年）11月の結党以来ほぼ全期間にわたって、衆議院で過半数または比較第一党を維持している。そのため、初代総裁の鳩山一郎から現職の石破茂に至るまでの歴代総裁27人のうち24人が与党第一党の党首として、国会での内閣総理大臣指名選挙において内閣総理大臣に指名されている。例外は河野洋平と谷垣禎一の2名である（詳細は後述）。したがって、自由民主党総裁選挙は、ほとんどの期間において、内閣総理大臣を決定する事実上の首相指名選挙と位置づけられている（いわゆる「総理総裁」）。
そのため、歴代の自民党総裁の大半はマスメディアでの報道においてもほとんどは「首相」としての肩書で紹介されており、「総裁」として報道されるのは、総裁選出から首班指名までの短い期間や、党首として出演する国政選挙（衆議院議員総選挙・参議院議員通常選挙）の関連番組や、党首候補者として取り上げられる総裁選関連のニュースなどに限られる。
国会での内閣総理大臣としての答弁が「守り」であるのに対し、選挙演説で野党を徹底批判するといった自民党総裁としての演説は「攻め」であるともいわれる。
内閣総理大臣と党総裁とをそれぞれ別の人物が務めるという「総理・総裁分離論」が案として検討されたことは過去にあるが、実現した例は一度もない（後述）。
なお、総裁が首相を兼務する場合、党務は幹事長（総裁に次ぐ党内序列ナンバー2）が主に担当する。

### 選出
総裁は自由民主党総裁選挙によって選出され、自由民主党則第6条1項が引用する総裁公選規程第1条により「党所属国会議員、党員、自由国民会議会員および国民政治協会会員による公選」が原則である。
また、党則第6条2項により、総裁が任期中に欠けた場合で緊急の事態により正規の総裁選挙が行えない場合には、「党大会に代わる両院議員総会」において、所属する全ての現職国会議員（衆議院議員・参議院議員）及び各47都道府県連合の代表者による投票によって新総裁を選出する場合もある。また、党の有識者や幹部等による話し合い調整に基づいて新総裁候補者を一本化し、両院議員総会での承認を受けて新総裁を決定する場合もある。
なお、総裁に立候補できる者は、総裁公選規程第9条により、党所属国会議員（衆議院議員・参議院議員）に限定される。

### 任期規定
総裁の任期はたびたび変更されている。現在の任期は3年と規定されている（党則第80条1項より）。
また、任期満了後に再び総裁選挙で当選した場合については、1974年以降には連続で合計2期（6年）まで（前任者の途中退任による残任期間を除く）とする規定が追加された。その後2017年以降には「連続3期（9年）まで」と変更された。
| 期間            | 任期 | 再選規定    |
| --------------- | ---- | ----------- |
| 1955年 - 1972年 | 2年  | 制限なし    |
| 1972年 - 1974年 | 3年  | 制限なし    |
| 1974年 - 1978年 | 3年  | 連続2期まで |
| 1978年 - 2003年 | 2年  | 連続2期まで |
| 2003年 - 2017年 | 3年  | 連続2期まで |
| 2017年 - 現在   | 3年  | 連続3期まで |

1974年に連続3選を禁止する規定が導入されて以降、規定の上限まで務めて任期満了に伴い退任した総裁の例は、2例ある。
- 中曽根康弘 - 1986年に2期4年の任期を全うするも、同年の衆参同日選挙での圧勝などの理由で、特例により1年延長。計5年の任期を務めた。
- 小泉純一郎 - 2003年に1期目（2年）を、2006年に2期目（3年）を満了。中曽根と同じく特例による任期延長が検討されたが、小泉本人がこれを固辞。2期5年（前任の森喜朗の残任期間を含めると3期5年5ヶ月）の任期を全うした。
  - なお、安倍晋三は自身の総裁就任時点での規定の上限である2期6年を務めた後、自身の総裁在任中に規定を改正して就任が可能となった3期目の途中で病気により退陣している。
- 総裁を一度退任した人物が再び就任することを制限する規定はなく、再就任した例は安倍（第21代・第25代）が唯一となっている。
  - なお、安倍は第25代に限っても連続2822日（約8年）間にわたり在任し、歴代最長の自民党総裁かつ歴代最長の内閣総理大臣となった。次点は安倍の大叔父の佐藤栄作である[6]。

### 首相指名
内閣総理大臣指名選挙による総裁の内閣総理大臣への指名は、自民党議員だけでなく連立政権の他党の議員の協力を得て行われる。
1955年（昭和30年）の自民党結成から1993年（平成5年）の宮澤内閣までは自民党が単独で与党を務め、自民党が独力で総裁を首相へ指名し続けた（ただし例外として1983年から1986年までの3年間は自民党から分離した新自由クラブとの連立政権状態だったが、新自由クラブは再び自民党に合流した）。
しかし、1996年（平成8年）の橋本内閣では、他に連立与党として日本社会党および新党さきがけの協力を受けることで、総裁が首相に指名された。
また1999年（平成11年）から2003年（平成15年）にかけては自由党や保守党、公明党の協力を受けた。とくに公明党とは1999年の小渕第2次改造内閣以来、現在に至るまで協力関係にあり、公明党議員は自民党総裁を首相に指名し続けている。

## 総裁に就任したが、総理に就任しなかった事例
歴代の自民党総裁のうち内閣総理大臣（首相）を兼任しなかったのは、第16代の河野洋平と第24代の谷垣禎一の僅か2人のみである。
河野洋平は1993年（平成5年）から1995年（平成7年）にかけて、細川内閣および羽田内閣に対する野党・自民党の党首を務めたのち、自社さ連立政権における与党・自民党の党首となったが、当時の首相は日本社会党党首の村山富市が務めた。
また谷垣禎一は2009年（平成21年）から2012年（平成24年）にかけて、民主党政権下における野党・自民党の党首として任期を終えた。

### 総裁就任後直ちに総理に就任できなかった例
なお、第17代の橋本龍太郎と第25代の安倍晋三（2度目の総裁）も総裁就任時は首相ではなかったものの、総裁在任中に首相に就任した。
橋本龍太郎は1995年に自社さ連立政権での連立与党の党首として総裁に就任したが、当初の首相は日本社会党委員長の村山富市であった。しかしその後、村山が退陣を表明。それに伴う協議の結果、当時の総裁であった橋本龍太郎が首相に指名された。
安倍は2012年に第25代総裁として就任した時点では民主党政権下における野党の党首であったが、総裁就任直後の第46回衆議院議員総選挙で自民党が大勝し、政権を奪還したことで、与党の党首として首相に指名された。

## 権限
党則に規定される権限を示す。
総則
- 党の最高責任者として、党を代表し党務を総理する。

人事
- 副総裁を指名する（被指名者が党大会において承認されることで正式就任）。
- 総務25名のうち、6名を指名する。
- 総務会の承認を受け幹事長、政務調査会長、選挙対策委員長、財務委員、組織運動本部長、広報本部長、人事委員を決定する。
- 総務会の議を経て顧問、参与、党友、賛助員を委嘱する。
- 人事委員の中から、人事委員長を指名する。
- 党紀委員18名のうち、6名を推薦する。
- 役員連絡会の参加者を指名する。

なお、総務会長は総務会の互選で選出され、国会対策委員長は総務会の承認を経て幹事長が決定する。党則上は総裁がこれらの人事に関与する規定はない。
執行
- 役員会を招集し、議長として運営に当たる。
- 選挙対策本部長、中央政治大学院総長の任につく。
- 総務会の議を経て、党大会を招集する。
- 総務会の議を経て、党の臨時特別機関を設ける。
- 総務会の議を経て、党費額を決定する。

## 歴代自由民主党総裁一覧
- 名前太字は、就任時点で派閥領袖。形式上の派閥解消または派閥離脱をしている場合は、実質的な所属派閥を記載。
- は、任期中に内閣総理大臣に就任した者。
- は、自由民主党が政権を失い野党になった時点での総裁。
- は、自由民主党が政権復帰して与党になった時点での総裁。
- 選挙名斜字は、衆参同日選挙。
- 背景灰色は、任期中通して野党党首としての総裁（2024年4月現在、谷垣禎一が歴代唯一の例）。
- - は任期中に総裁が死亡し与党幹部が総裁職を代行した例(西村英一自由民主党副総裁による代行が唯一の例)。

| 自由民主党総裁代行委員 (1955年 - 1956年) | 自由民主党総裁代行委員 (1955年 - 1956年) | 自由民主党総裁代行委員 (1955年 - 1956年) | 自由民主党総裁代行委員 (1955年 - 1956年) | 自由民主党総裁代行委員 (1955年 - 1956年) | 自由民主党総裁代行委員 (1955年 - 1956年) | 自由民主党総裁代行委員 (1955年 - 1956年) | 自由民主党総裁代行委員 (1955年 - 1956年)     | 自由民主党総裁代行委員 (1955年 - 1956年)     | 自由民主党総裁代行委員 (1955年 - 1956年) | 自由民主党総裁代行委員 (1955年 - 1956年) | 自由民主党総裁代行委員 (1955年 - 1956年) |
| 代                                       | 人                                       | 総裁代行委員                             | 総裁代行委員                             | 就任日 退任日                            | 旧所属政党                               | 総裁選挙 (結果一覧)                      | 衆院選 (一覧)                                | 参院選 (一覧)                                | 統一地方選                               | 期                                       | 在職期間                                 |
| ---------------------------------------- | ---------------------------------------- | ---------------------------------------- | ---------------------------------------- | ---------------------------------------- | ---------------------------------------- | ---------------------------------------- | -------------------------------------------- | -------------------------------------------- | ---------------------------------------- | ---------------------------------------- | ---------------------------------------- |
| -                                        | -                                        |                                          | 鳩山一郎                                 | 1955年11月15日 1956年4月5日              | 旧民主党                                 |                                          |                                              |                                              |                                          | 1                                        | 1955年11月15日 1956年4月5日              |
| -                                        | -                                        |                                          | 緒方竹虎                                 | 1955年11月15日 1956年4月5日              | 旧自由党                                 |                                          |                                              |                                              |                                          | 1                                        | 1955年11月15日 1956年4月5日              |
| -                                        | -                                        |                                          | 三木武吉                                 | 1955年11月15日 1956年4月5日              | 旧民主党                                 |                                          |                                              |                                              |                                          | 1                                        | 1955年11月15日 1956年4月5日              |
| -                                        | -                                        |                                          | 大野伴睦                                 | 1955年11月15日 1956年4月5日              | 旧自由党                                 |                                          |                                              |                                              |                                          | 1                                        | 1955年11月15日 1956年4月5日              |
| -                                        | -                                        |                                          | 松野鶴平                                 | 1955年11月15日 1956年4月5日              | 旧自由党                                 |                                          |                                              |                                              |                                          | 1                                        | 1955年11月15日 1956年4月5日              |
| 自由民主党総裁 (1956年 - 現在)           |                                          |                                          |                                          |                                          |                                          |                                          |                                              |                                              |                                          |                                          |                                          |
| 代                                       | 人                                       | 総裁                                     | 総裁                                     | 就任日 退任日                            | 派閥                                     | 総裁選挙 (結果一覧)                      | 衆院選 (一覧)                                | 参院選 (一覧)                                | 統一地方選                               | 期                                       | 在職期間                                 |
| 1                                        | 1                                        |                                          | 鳩山一郎                                 | 1956年4月5日 1956年12月14日              | 鳩山派                                   | 1956年4月                                |                                              | 第4回(1956年)                                |                                          | 1                                        | 1956年4月5日- 1956年12月14日             |
| 2                                        | 2                                        |                                          | 石橋湛山                                 | 1956年12月14日 1957年3月21日             | 石橋派                                   | 1956年12月                               |                                              |                                              |                                          | 1                                        | 1956年12月14日- 1957年3月21日            |
| 3                                        | 3                                        |                                          | 岸信介                                   | 1957年3月21日 1960年7月14日              | 岸派                                     | 1957年 1959年                            | 第28回(1958年)                               | 第5回(1959年)                                | 第4回(1959年)                            | 1                                        | 1957年3月21日-1959年1月14日              |
| 3                                        | 3                                        | 2                                        | 岸信介                                   | 1957年3月21日 1960年7月14日              | 岸派                                     | 1957年 1959年                            | 第28回(1958年)                               | 第5回(1959年)                                | 第4回(1959年)                            | 1959年1月14日-1960年7月14日              |                                          |
| 4                                        | 4                                        |                                          | 池田勇人                                 | 1960年7月14日 1964年12月1日              | 池田派                                   | 1960年 1962年 1964年                     | 第29回(1960年) 第30回(1963年)                | 第6回(1962年)                                | 第5回(1963年)                            | 1                                        | 1960年7月14日- 1962年7月14日             |
| 4                                        | 4                                        | 2                                        | 池田勇人                                 | 1960年7月14日 1964年12月1日              | 池田派                                   | 1960年 1962年 1964年                     | 第29回(1960年) 第30回(1963年)                | 第6回(1962年)                                | 第5回(1963年)                            | 1962年7月14日-1964年7月10日              |                                          |
| 4                                        | 4                                        | 3                                        | 池田勇人                                 | 1960年7月14日 1964年12月1日              | 池田派                                   | 1960年 1962年 1964年                     | 第29回(1960年) 第30回(1963年)                | 第6回(1962年)                                | 第5回(1963年)                            | 1964年7月10日-1964年12月1日              |                                          |
| 5                                        | 5                                        |                                          | 佐藤栄作                                 | 1964年12月1日 1972年7月5日               | 佐藤派                                   | (1964年) 1966年 1968年 1970年            | 第31回(1967年) 第32回(1969年)                | 第7回(1965年) 第8回(1968年) 第9回(1971年)    | 第6回(1967年) 第7回(1971年)              | 1                                        | 1964年12月1日-1966年12月1日              |
| 5                                        | 5                                        | 2                                        | 佐藤栄作                                 | 1964年12月1日 1972年7月5日               | 佐藤派                                   | (1964年) 1966年 1968年 1970年            | 第31回(1967年) 第32回(1969年)                | 第7回(1965年) 第8回(1968年) 第9回(1971年)    | 第6回(1967年) 第7回(1971年)              | 1966年12月1日-1968年11月27日             |                                          |
| 5                                        | 5                                        | 3                                        | 佐藤栄作                                 | 1964年12月1日 1972年7月5日               | 佐藤派                                   | (1964年) 1966年 1968年 1970年            | 第31回(1967年) 第32回(1969年)                | 第7回(1965年) 第8回(1968年) 第9回(1971年)    | 第6回(1967年) 第7回(1971年)              | 1968年11月27日-1970年10月29日            |                                          |
| 5                                        | 5                                        | 4                                        | 佐藤栄作                                 | 1964年12月1日 1972年7月5日               | 佐藤派                                   | (1964年) 1966年 1968年 1970年            | 第31回(1967年) 第32回(1969年)                | 第7回(1965年) 第8回(1968年) 第9回(1971年)    | 第6回(1967年) 第7回(1971年)              | 1970年10月29日-1972年7月5日              |                                          |
| 6                                        | 6                                        |                                          | 田中角栄                                 | 1972年7月5日 1974年12月4日               | 田中派                                   | 1972年                                   | 第33回(1972年)                               | 第10回(1974年)                               |                                          | 1                                        | 1972年7月5日-1974年12月4日               |
| 7                                        | 7                                        |                                          | 三木武夫                                 | 1974年12月4日 1976年12月23日             | 三木派                                   | (1974年)                                 | 第34回(1976年)                               |                                              | 第8回(1975年)                            | 1                                        | 1974年12月4日-1976年12月23日             |
| 8                                        | 8                                        |                                          | 福田赳夫                                 | 1976年12月23日 1978年12月1日             | 福田派                                   | (1976年)                                 |                                              | 第11回(1977年)                               |                                          | 1                                        | 1976年12月23日-1978年12月1日             |
| 9                                        | 9                                        |                                          | 大平正芳                                 | 1978年12月1日 1980年6月12日              | 大平派                                   | 1978年                                   | 第35回(1979年)                               |                                              | 第9回(1979年)                            | 1                                        | 1978年12月1日-1980年6月12日              |
| -                                        | -                                        |                                          | 西村英一                                 | 1980年6月12日 1980年7月15日              | 田中派                                   |                                          | 第36回(1980年)                               | 第12回(1980年)                               |                                          | -                                        | 1980年6月12日-1980年7月15日              |
| 10                                       | 10                                       |                                          | 鈴木善幸                                 | 1980年7月15日 1982年11月25日             | 鈴木派                                   | (1980年7月) (1980年11月)                 |                                              |                                              |                                          | 1                                        | 1980年7月15日-1980年11月27日             |
| 10                                       | 10                                       | 2                                        | 鈴木善幸                                 | 1980年7月15日 1982年11月25日             | 鈴木派                                   | (1980年7月) (1980年11月)                 | 1980年11月27日-1982年11月25日                |                                              |                                          |                                          |                                          |
| 11                                       | 11                                       |                                          | 中曽根康弘                               | 1982年11月25日 1987年10月31日            | 中曽根派                                 | 1982年 1984年 (1986年)                   | 第37回(1983年) 第38回(1986年)                | 第13回(1983年) 第14回(1986年)                | 第10回(1983年) 第11回(1987年)            | 1                                        | 1982年11月25日-1984年10月30日            |
| 11                                       | 11                                       | 2                                        | 中曽根康弘                               | 1982年11月25日 1987年10月31日            | 中曽根派                                 | 1982年 1984年 (1986年)                   | 第37回(1983年) 第38回(1986年)                | 第13回(1983年) 第14回(1986年)                | 第10回(1983年) 第11回(1987年)            | 1984年10月30日-1986年9月11日             |                                          |
| 11                                       | 11                                       | 3                                        | 中曽根康弘                               | 1982年11月25日 1987年10月31日            | 中曽根派                                 | 1982年 1984年 (1986年)                   | 第37回(1983年) 第38回(1986年)                | 第13回(1983年) 第14回(1986年)                | 第10回(1983年) 第11回(1987年)            | 1986年9月11日-1987年10月31日             |                                          |
| 12                                       | 12                                       |                                          | 竹下登                                   | 1987年10月31日 1989年6月2日              | 竹下派                                   | (1987年)                                 |                                              |                                              |                                          | 1                                        | 1987年10月31日-1989年6月2日              |
| 13                                       | 13                                       |                                          | 宇野宗佑                                 | 1989年6月2日 1989年8月8日                | 中曽根派                                 | (1989年6月)                              |                                              | 第15回(1989年)                               |                                          | 1                                        | 1989年6月2日-1989年8月8日                |
| 14                                       | 14                                       |                                          | 海部俊樹                                 | 1989年8月8日 1991年10月30日              | 河本派                                   | 1989年8月 (1989年10月)                   | 第39回(1990年)                               |                                              | 第12回(1991年)                           | 1                                        | 1989年8月8日-1989年10月31日              |
| 14                                       | 14                                       | 2                                        | 海部俊樹                                 | 1989年8月8日 1991年10月30日              | 河本派                                   | 1989年8月 (1989年10月)                   | 第39回(1990年)                               | 1989年10月31日-1991年10月30日                | 第12回(1991年)                           |                                          |                                          |
| 15                                       | 15                                       |                                          | 宮澤喜一                                 | 1991年10月27日 1993年7月30日             | 宮澤派                                   | 1991年                                   | 第40回(1993年)                               | 第16回(1992年)                               |                                          | 1                                        | 1991年10月31日-1993年7月30日             |
| 16                                       | 16                                       |                                          | 河野洋平                                 | 1993年7月30日 1995年9月30日              | 宮澤派                                   | 1993年7月 (1993年9月)                    |                                              | 第17回(1995年)                               | 第13回(1995年)                           | 1                                        | 1993年7月30日-1993年9月30日              |
| 16                                       | 16                                       | 2                                        | 河野洋平                                 | 1993年7月30日 1995年9月30日              | 宮澤派                                   | 1993年7月 (1993年9月)                    | 1993年9月30日-1995年9月30日                  | 第17回(1995年)                               | 第13回(1995年)                           |                                          |                                          |
| 17                                       | 17                                       |                                          | 橋本龍太郎                               | 1995年10月1日 1998年7月24日              | 小渕派                                   | 1995年 (1997年)                          | 第41回(1996年)                               | 第18回(1998年)                               |                                          | 1                                        | 1995年10月1日-1997年9月11日              |
| 17                                       | 17                                       | 2                                        | 橋本龍太郎                               | 1995年10月1日 1998年7月24日              | 小渕派                                   | 1995年 (1997年)                          | 第41回(1996年)                               | 第18回(1998年)                               | 1997年9月11日-1998年7月24日              |                                          |                                          |
| 18                                       | 18                                       |                                          | 小渕恵三                                 | 1998年7月24日 2000年4月5日               | 小渕派                                   | 1998年 1999年                            |                                              |                                              | 第14回(1999年)                           | 1                                        | 1998年7月24日-1999年9月21日              |
| 18                                       | 18                                       | 2                                        | 小渕恵三                                 | 1998年7月24日 2000年4月5日               | 小渕派                                   | 1998年 1999年                            | 1999年9月21日-2000年4月5日                   |                                              | 第14回(1999年)                           |                                          |                                          |
| 19                                       | 19                                       |                                          | 森喜朗                                   | 2000年4月5日 2001年4月24日               | 森派                                     | (2000年)                                 | 第42回(2000年)                               |                                              |                                          | 1                                        | 2000年4月5日- 2001年4月24日              |
| 20                                       | 20                                       |                                          | 小泉純一郎                               | 2001年4月24日 2006年9月30日              | 森派 →無派閥                             | 2001年4月 (2001年8月) 2003年             | 第43回(2003年) 第44回(2005年)                | 第19回(2001年) 第20回(2004年)                | 第15回(2003年)                           | 1                                        | 2001年4月24日-2001年8月10日              |
| 20                                       | 20                                       | 2                                        | 小泉純一郎                               | 2001年4月24日 2006年9月30日              | 森派 →無派閥                             | 2001年4月 (2001年8月) 2003年             | 第43回(2003年) 第44回(2005年)                | 第19回(2001年) 第20回(2004年)                | 第15回(2003年)                           | 2001年8月10日-2003年9月20日              |                                          |
| 20                                       | 20                                       | 3                                        | 小泉純一郎                               | 2001年4月24日 2006年9月30日              | 森派 →無派閥                             | 2001年4月 (2001年8月) 2003年             | 第43回(2003年) 第44回(2005年)                | 第19回(2001年) 第20回(2004年)                | 第15回(2003年)                           | 2003年9月20日-2006年9月30日              |                                          |
| 21                                       | 21                                       |                                          | 安倍晋三                                 | 2006年9月30日 2007年9月23日              | 森派                                     | 2006年                                   |                                              | 第21回(2007年)                               | 第16回(2007年)                           | 1                                        | 2006年9月30日-2007年9月23日              |
| 22                                       | 22                                       |                                          | 福田康夫                                 | 2007年9月23日 2008年9月22日              | 町村派                                   | 2007年                                   |                                              |                                              |                                          | 1                                        | 2007年9月23日 2008年9月22日              |
| 23                                       | 23                                       |                                          | 麻生太郎                                 | 2008年9月22日 2009年9月30日              | 麻生派                                   | 2008年                                   | 第45回(2009年)                               |                                              |                                          | 1                                        | 2008年9月22日 2009年9月30日              |
| 24                                       | 24                                       |                                          | 谷垣禎一                                 | 2009年10月1日 2012年9月30日              | 古賀派                                   | 2009年                                   |                                              | 第22回(2010年)                               | 第17回(2011年)                           | 1                                        | 2009年10月1日 2012年9月30日              |
| 25                                       | (21)                                     |                                          | 安倍晋三                                 | 2012年10月1日 2020年9月14日              | 町村派 →細田派                           | 2012年 2015年 2018年                     | 第46回(2012年) 第47回(2014年) 第48回(2017年) | 第23回(2013年) 第24回(2016年) 第25回(2019年) | 第18回(2015年) 第19回(2019年)            | 2                                        | 2012年10月1日-2015年9月8日               |
| 25                                       | (21)                                     | 3                                        | 安倍晋三                                 | 2012年10月1日 2020年9月14日              | 町村派 →細田派                           | 2012年 2015年 2018年                     | 第46回(2012年) 第47回(2014年) 第48回(2017年) | 第23回(2013年) 第24回(2016年) 第25回(2019年) | 第18回(2015年) 第19回(2019年)            | 2015年9月8日-2018年9月20日               |                                          |
| 25                                       | (21)                                     | 4                                        | 安倍晋三                                 | 2012年10月1日 2020年9月14日              | 町村派 →細田派                           | 2012年 2015年 2018年                     | 第46回(2012年) 第47回(2014年) 第48回(2017年) | 第23回(2013年) 第24回(2016年) 第25回(2019年) | 第18回(2015年) 第19回(2019年)            | 2018年9月20日-2020年9月14日              |                                          |
| 26                                       | 25                                       |                                          | 菅義偉                                   | 2020年9月14日 2021年9月30日              | 無派閥                                   | 2020年                                   |                                              |                                              |                                          | 1                                        | 2020年9月14日 2021年9月30日              |
| 27                                       | 26                                       |                                          | 岸田文雄                                 | 2021年10月1日 2024年9月30日              | 岸田派→無派閥                            | 2021年                                   | 第49回(2021年)                               | 第26回(2022年)                               | 第20回(2023年)                           | 1                                        | 2021年10月1日 2024年9月30日              |
| 28                                       | 27                                       |                                          | 石破茂                                   | 2024年10月1日 現職                       | 無派閥                                   | 2024年                                   | 第50回(2024年)                               |                                              |                                          | 1                                        | 2024年10月1日 現職                       |

## 就任条件
党則上、国会議員（衆議院議員・参議院議員）の自民党員全員に総裁の就任資格はあるが、現実問題として実績や人脈がない者には出馬に必要な推薦人の確保すら困難である。
田中角栄は総理総裁の就任条件（総裁選への出馬条件）として、「党三役のうち、幹事長を含む二役（つまり他に総務会長または政調会長）、内閣で外相、蔵相（現在の財務相）、通産相（現在の経済産業相）のうち2閣僚」（の経験者であること）を挙げていた。この最低4つを歴任しさえすれば必ず総理総裁になれるというわけではないが、総理総裁候補の実力者なら経験していて当然の要職と考えていたと思われる。
野田聖子衆議院議員（1993年初当選、安倍晋三と同期）も、2009年の総選挙で民主党への政権交代により自民党が下野した際に、女性初の総理大臣を目指して同年の総裁選に出馬しようとしたが、後見役の古賀誠から同様に「資格は小選挙区出で三役経験者だ」と言われ止められたという（この総裁選挙では谷垣禎一、河野太郎、西村康稔の3人が出馬し、谷垣が当選した）。三角大福（三木武夫、田中角栄、大平正芳、福田赳夫）の4人はこの条件を一応充足していた。
しかし、鈴木善幸以降は条件に該当しない総理総裁が多くなりつつあり、田中が挙げた条件全てを満たした自民党の議員は、安倍晋太郎、三塚博、桜内義雄、橋本龍太郎、麻生太郎、茂木敏充の6人、条件に該当した状態で総理総裁に就任したのは橋本だけである（安倍晋太郎は党三役すべて歴任、麻生は総理総裁退任後に財務相となり条件を満たした）。宮澤喜一は通産相、外相、蔵相、内閣官房長官、副総理、党の総務会長などを歴任しているが、党の幹事長職のみ就任していない。森喜朗は党三役はすべて歴任し通産相も歴任しているが、外相もしくは蔵相は歴任していない。逆に海部俊樹、小泉純一郎、福田康夫、菅義偉は条件として挙げられた党の役職も閣僚も一切経験なし、安倍晋三は幹事長のみで内閣官房長官以外の閣僚経験なし、岸田文雄は政調会長および外相のみの経験で総理総裁となった。
自民党歴代総裁の在職日数上位5名（池田勇人、佐藤栄作、中曽根康弘、小泉純一郎、安倍晋三）の内、田中の条件に該当している者はいない（ただし自民党の前身の自由党時代を含めると池田勇人と佐藤栄作は充足している）。田中はロッキード事件で無罪を勝ち取った後の復帰を念頭に、三角大福世代からの世代交代の動きに釘を刺すことに執心しており、その一環としての条件主張でもあった。田中自身より年上の鈴木善幸（条件ポストの経験は総務会長のみ）や、田中と同年齢の中曽根（党三役条件は満たしたが外相および蔵相を未経験）については、総裁に擁立する立場に回っている。
条件からは除外されている内閣官房長官は、当時から内閣の要職であったが、田中が田中派内の世代交代を抑えようとする上で念頭にあった竹下登が官房長官経験者であるのに対して、田中自身は未経験であった。2000年以降は、特に副総理扱いの閣僚がなければ、官房長官を内閣総理大臣臨時代理第1位事前指定者とする慣行がある。また、2007年に総裁となった福田康夫が選挙対策委員長（選対委員長）を党三役と同等のポストとして格上げして総裁指名としたことによって、それ以降は選対委員長を含めた党四役が党三役に代わって自民党執行部の中枢となった（ただし、谷垣禎一が総裁の時代（2009年〜2012年）には選対委員長が格下げされ、従来の党三役が執行部の体制となっていた）。
ちなみに現職の自民党総裁で重複立候補した者は2000年の衆院選の石川2区で圧勝した森だけである（現職の総理大臣が重複立候補した例は森と民主党政権時代の野田佳彦のみ。森は小選挙区比例代表並立制導入以降、自身が比例候補定年73歳未満だった1996・2000・2003・2005・2009年と5回連続で重複立候補し全て小選挙区勝利している）。小泉の総裁時代に行われた2005年の衆院選では、自民党神奈川県連会長の河野太郎が小泉に比例南関東ブロックと神奈川第11区へ重複立候補することを要請していた。理由は、「比例での自民票上積み」とされる。しかし、重複すると小泉の顔を使った自民党の選挙ポスターが同ブロックの神奈川、千葉、山梨3県で貼れなくなるという公職選挙法の問題があったため、重複立候補は取り止めとなった。このような理由があるために、現在に至るまで総理総裁職にある者は基本的に重複立候補していない（逆に、退任した総理総裁は比例73歳定年制に該当しない限り重複立候補する）。
なお歴代総裁は自身の不祥事により形式的に離党した人物を除けば、ほとんどが初当選時から引退時まで一貫して自民党およびその前身となった政党に所属しており、総裁就任前に他党に所属していた経歴のある者は鈴木善幸（日本社会党などに所属）、河野洋平（自民党を離党し新自由クラブを結成）、そして石破茂（自民党を離党し新進党等に参加）の3名となっている。就任時点で自民党離党歴のある総裁は河野と石破の2名となった。なお、自民党以外の政党に所属した経歴または離党歴がある状態で総裁選に立候補したが、当選には至っていない人物としては小池百合子、高市早苗、野田聖子がいる。石破については、かつては盟友関係にある村上誠一郎が「党を出た過去があることがつらいところだ」と述べるなど、自民党を離党して新進党に参加した経歴が総裁就任への足かせになっているという見方も存在したが、総裁に選出された。
また、総裁退任後に自民党を離党して他党に参加した例は海部俊樹（自民党を離党し新進党党首などを歴任、後に自民党復党）のみにとどまっており、離党していた間は下記にもある通り自民党本部8階ホールにある歴代総裁の肖像画のうち海部のもののみ外されていた。安倍晋三は2度目の総裁就任前の2012年に日本維新の会へ合流し党首に就任することを持ち掛けられた際に「総裁経験者が離党することはない」として拒否したとされている。

## 総理・総裁分離論
自民党が与党である場合、自民党総裁はほぼ自動的に内閣総理大臣へ就任し、総裁は総理を兼任する。これは、内閣総理大臣指名選挙（首班指名）で自民党国会議員から内閣総理大臣を選出する場合、過去の特殊な例外（後述）を除き、現職の総裁に投票する原則となっているためである。しかし、首相権力の分散、責任の分担、党内融和の観点から、総裁以外の自民党議員を首相に就任させるという、総理・総裁分離案（総総分離案）の議論が、過去に何度か浮上している。しかし、いずれの例も調整段階で頓挫している。
- 四十日抗争時の「大平正芳総理・福田赳夫総裁」案 - 大平が「福田総裁代行」とすることを要求したが、いずれも成案とならず、首班指名の分裂およびハプニング解散に至った[注釈 16]。
- 鈴木善幸退陣時の党内調整における「中曽根康弘総理・福田赳夫総裁」案 - 中曽根と田中角栄の拒否により総裁公選（1982年自由民主党総裁選挙）となった。

なお、自民党においてはこれまで、総裁を退いた場合ただちに首相も辞任（＝内閣総辞職）する、あるいは首相を辞任した場合はただちに総裁も退くことが通例となっている。すなわち新総裁=新総理となるが、新総裁が国会での指名選挙を経て新首相になるまでの数日間は一時的に総理・総裁が別人になる（報道等において、内閣総理大臣=自民党総裁である場合は一般的には総理の肩書きが使用されるが、その数日間は総裁という肩書きが使用される）。

### 総総分離に類似した政局
上記の議論とは別の理由によって総裁以外の自民党議員が首相に指名されたり首班指名で投票した例がある。
- 石橋湛山の総裁時代における岸信介の首相選出、池田勇人の総裁時代における佐藤栄作の首相選出（池田裁定）
  - いずれも総理総裁であった人物が発病のために政務・党務が困難となり、直近の総裁選で2位であった人物が後継指名され、総裁選を経ずに首班指名されたものである。いずれも首相になったのちに後継総裁に選出された。その際前者の例では形式的に自由投票方式の総裁公選（1957年自由民主党総裁選挙）が実施された。いずれの例でも約1か月間、総裁と首相が別人になっていたが、総総分離とは呼ばれず、また総総分離体制の持続を意図したものともみなされていない。
- 麻生太郎の総裁辞任直後[注釈 17]における若林正俊の首班指名
  - 2009年の衆院選大敗によって第1党から転落した責任を取る形で麻生執行部の退陣が決定した中、後継総裁はまだ選出されず、また自民党議員が首相になれないことが確実視されていたことから、自民党は全員一致で投票できる候補として両院議員総会長の若林を首相候補とした。

## その他

### 肖像画
自民党本部の8階ホールには、歴代総裁肖像画が展示されている。ただし、1994年6月に自民党執行部が村山富市を首班指名し、海部がそれに異を示して離党した時には、総裁としての海部の肖像画が外された。その後、2003年11月に海部が自民党に復党した際、海部の肖像画が再び展示されるようになった。
この肖像画は自分で好きな画家を指名することが可能で、1枚数百万円ともいわれる。8階ホールでは26人目まで飾る部分が確保されている（現職の石破は第28代・27人目）。